# Política agraria
La política agraria describe un conjunto de leyes relacionadas con la agricultura nacional y las importaciones de productos agrícolas extranjeros. Los gobiernos suelen implementar políticas agrarias con el objetivo de lograr un resultado específico en los mercados nacionales de productos agrícolas.
Las políticas agrícolas utilizan metas, objetivos y caminos predeterminados establecidos por un individuo o un gobierno con el propósito de lograr un resultado específico, en beneficio de los individuos, la sociedad y la economía de las naciones en general. Las políticas agrarias tienen en cuenta los procesos primarios, secundarios y terciarios de la producción agrícola. Los resultados pueden incluir, por ejemplo, un nivel de oferta garantizado, estabilidad de precios, calidad del producto, selección de productos, uso de la tierra o empleo.
La agricultura tiene grandes impactos en el cambio climático, y se estima que contribuye entre el 20% y el 25% de las emisiones anuales mundiales en 2010. Además, la agricultura es muy vulnerable a los impactos negativos del cambio climático, como la disminución del acceso al agua y los procesos geofísicos, como el aumento del nivel del océano y el cambio climático, y los procesos socioeconómicos que afectan a los agricultores, muchos de los cuales se encuentran en condiciones económicas de subsistencia . Para que la mitigación y adaptación al cambio climático global sean efectivas, es necesario implementar una amplia gama de políticas para reducir el riesgo de impactos negativos del cambio climático en la agricultura y emisiones de gases de efecto invernadero del sector agrícola.

## Temas de interés de la política agraria
Un ejemplo de la amplitud y los tipos de preocupaciones en materia de política agraria se puede encontrar en el artículo de la Oficina de Economía Agrícola y de los Recursos de Australia "Economías agrícolas de Australia y Nueva Zelanda", que dice que los principales desafíos y problemas que enfrenta su industria agrícola industrial son:
- desafíos de comercialización y gustos de los consumidores
- entorno comercial internacional (condiciones del mercado mundial, barreras al comercio, cuarentena y barreras técnicas, mantenimiento de la competitividad global y la imagen del mercado, y gestión de cuestiones de bioseguridad que afectan a las importaciones y el estado de enfermedad de las exportaciones)
- bioseguridad (plagas y enfermedades como encefalopatía espongiforme bovina (EEB), influenza aviar, fiebre aftosa, cancro de los cítricos y carbón de la caña de azúcar)
- infraestructura (como transporte, puertos, telecomunicaciones, energía e instalaciones de riego)
- habilidades de gestión y oferta de mano de obra (con requisitos cada vez mayores para la planificación empresarial, una mayor conciencia del mercado, el uso de tecnología moderna como computadoras y sistemas de posicionamiento global y una mejor gestión agronómica, los administradores agrícolas modernos deberán adquirir cada vez más habilidades. Ejemplos: capacitación de trabajadores calificados , el desarrollo de sistemas de contratación de mano de obra que brindan continuidad del trabajo en industrias con fuertes picos estacionales, herramientas de comunicación modernas, investigación de oportunidades de mercado, investigación de los requisitos de los clientes, planificación comercial incluida la gestión financiera, investigación de las últimas técnicas agrícolas, habilidades de gestión de riesgos)
- coordinación (una agenda estratégica nacional más coherente para la investigación y el desarrollo agrícolas; participación más activa de los inversores en investigación en colaboración con los proveedores de investigación que desarrollan programas de trabajo; mayor coordinación de las actividades de investigación en todas las industrias, organizaciones de investigación y temas; e inversión en capital humano para garantizar un grupo calificado de personal de investigación en el futuro).
- tecnología (investigación, adopción, productividad, cultivos genéticamente modificados (GM), inversiones)
- agua (derechos de acceso, comercio de agua , suministro de agua para resultados ambientales, asignación de riesgo en respuesta a la reasignación de agua del uso consuntivo al uso ambiental, contabilización del abastecimiento y asignación del agua)
- cuestiones de acceso a los recursos (gestión de la vegetación nativa, protección y mejora de la biodiversidad, sostenibilidad de los recursos agrícolas productivos, responsabilidades de los propietarios de tierras)[8]

### Reducción de la pobreza
La agricultura sigue siendo el principal contribuyente a los medios de vida del 75% de los pobres del mundo que viven en zonas rurales. Por lo tanto, fomentar el crecimiento agrícola es un aspecto importante de la política agrícola en el mundo en desarrollo. Además, un documento reciente sobre Perspectiva de los Recursos Naturales del Overseas Development Institute encontró que una buena infraestructura, educación y servicios de información efectivos en las áreas rurales eran necesarios para mejorar las oportunidades de hacer que la agricultura funcione para los pobres.

### Bioseguridad
Los problemas de bioseguridad que enfrenta la agricultura industrial pueden ilustrarse mediante:
- la amenaza que representa el H5N1 para las aves de corral y los seres humanos ; posiblemente causado por el uso de vacunas animales
- la amenaza que representa para el ganado y los seres humanos la encefalopatía espongiforme bovina (EEB); posiblemente causada por la alimentación no natural del ganado para minimizar los costos
- La amenaza para la industria se beneficia de enfermedades como la fiebre aftosa y el cancro de los cítricos, que la creciente globalización hace más difícil de contener.

### Influenza aviar
El uso de vacunas para animales puede crear nuevos virus que matan a las personas y causan amenazas de pandemia de gripe . H5N1 es un ejemplo de dónde podría haber ocurrido esto. Según el artículo de los CDC "Brotes de H5N1 e influenza enzoótica" de Robert G. Webster et al .: "La transmisión del H5N1 altamente patógeno de las aves de corral domésticas a las aves acuáticas migratorias en el oeste de China ha aumentado la propagación geográfica. La propagación del H5N1 y su probable La reintroducción a las aves de corral domésticas aumenta la necesidad de buenas vacunas agrícolas. De hecho, la causa principal de la continua amenaza de la pandemia H5N1 puede ser la forma en que la patogenicidad de los virus H5N1 está enmascarada por los virus de la influenza que circulan conjuntamente o las malas vacunas agrícolas ". El Dr. Robert Webster explica: "Si usa una buena vacuna, puede prevenir la transmisión entre las aves de corral y los humanos. Pero si han estado usando vacunas ahora [en China] durante varios años, ¿por qué hay tanta gripe aviar? una mala vacuna que detiene la enfermedad en el ave, pero el ave sigue eliminando el virus, manteniéndolo y cambiándolo. Y creo que esto es lo que está sucediendo en China. Tiene que ser así. O no se está usando suficiente vacuna o se está utilizando una vacuna de calidad inferior. Probablemente ambas. No es solo China. No podemos culpar a China por las vacunas de calidad inferior. Creo que hay vacunas de calidad inferior para la influenza en las aves de corral en todo el mundo ".
En respuesta a las mismas preocupaciones, Reuters informa que el experto en enfermedades infecciosas de Hong Kong, Lo Wing-lok, indica que las vacunas deben tener la máxima prioridad. Julie Hall, que está a cargo de la respuesta de la OMS al brote en China, afirmó que las vacunas de China podrían estar enmascarando el virus. La BBC informó que la Dra. Wendy Barclay, viróloga de la Universidad de Reading, Reino Unido, dijo: "Los chinos han hecho una vacuna basada en genética inversa hecha con antígenos H5N1, y la han estado usando. Ha habido muchas críticas de lo que han hecho porque han protegido a sus pollos contra la muerte de este virus, pero los pollos aún se infectan, y luego se obtiene la deriva (el virus muta en respuesta a los anticuerpos) y ahora tenemos una situación en la que tenemos cinco o más seis 'sabores' de H5N1 que hay ".

### Encefalopatía espongiforme bovina
La encefalopatía espongiforme bovina (EEB), comúnmente conocida como "enfermedad de las vacas locas", es una enfermedad neurodegenerativa mortal del ganado , que infecta por un mecanismo que sorprendió a los biólogos tras su descubrimiento a finales del siglo XX. En el Reino Unido, el país más afectado, 179.000 cabezas de ganado se infectaron y 4,4 millones murieron como medida de precaución. La enfermedad se puede transmitir a los seres humanos que comen o inhalan material de los cadáveres infectados. En los seres humanos, se conoce como nueva variante de la enfermedad de Creutzfeldt-Jakob (vCJD o nvCJD), y en junio de 2007, había matado a 165 personas en Gran Bretaña y seis en otros lugares y se espera que el número aumente debido al largo período de incubación de la enfermedad. Entre 460.000 y 482.000 animales infectados con EEB habían entrado en la cadena alimentaria humana antes de que se introdujeran los controles de los despojos de alto riesgo en 1989.
Una investigación británica sobre la EEB concluyó que la epidemia fue causada por la alimentación del ganado, que normalmente son herbívoros, con restos de otro ganado en forma de harina de carne y huesos (HCH), lo que provocó la propagación del agente infeccioso. El origen de la enfermedad en sí sigue siendo desconocido. La opinión científica actual es que las proteínas infecciosas llamadas priones se desarrollaron por mutación espontánea, probablemente en la década de 1970, y existe la posibilidad de que el uso de plaguicidas organofosforados aumentara la susceptibilidad del ganado a la enfermedad.  El agente infeccioso se distingue por las altas temperaturas a las que puede sobrevivir; esto contribuyó a la propagación de la enfermedad en Gran Bretaña, que había reducido las temperaturas utilizadas durante su proceso de extracción. Otro factor que contribuyó fue la alimentación de terneros muy jóvenes con suplementos de proteínas infectadas en lugar de la leche de sus madres.

### Fiebre aftosa
La fiebre aftosa es una muy contagiosa y algunas veces fatal viral enfermedad de ganado y cerdos . También puede infectar a ciervos , cabras , ovejas y otros bóvidos con pezuñas hendidas, así como a elefantes, ratas y erizos. Los seres humanos se ven afectados solo en muy raras ocasiones. La fiebre aftosa se presenta en gran parte del mundo y, si bien algunos países han estado libres de fiebre aftosa durante algún tiempo, su amplia gama de huéspedes y su rápida propagación representan un motivo de preocupación internacional. En 1996, las áreas endémicas incluían Asia, África y partes de América del Sur. América del Norte, Australia, Nueva Zelanda y Japón han estado libres de fiebre aftosa durante muchos años. La mayoría de los países europeos han sido reconocidos como libres y los países pertenecientes a la Unión Europea han dejado de vacunar contra la fiebre aftosa .
La infección por fiebre aftosa tiende a ocurrir localmente, es decir, el virus se transmite a animales susceptibles a través del contacto directo con animales infectados o con corrales o vehículos contaminados utilizados para transportar ganado. La ropa y la piel de los cuidadores de animales, como los granjeros, el agua estancada y los restos de comida cruda y los complementos alimenticios que contienen productos animales infectados también pueden albergar el virus. Las vacas también pueden contraer la fiebre aftosa del semen de toros infectados. Las medidas de control incluyen la cuarentena y la destrucción del ganado infectado y la prohibición de exportar carne y otros productos animales a países no infectados con la enfermedad.
Dado que la fiebre aftosa rara vez infecta a los seres humanos, pero se propaga rápidamente entre los animales, constituye una amenaza mucho mayor para la industria agrícola que para la salud humana. Los agricultores de todo el mundo pueden perder enormes cantidades de dinero durante una epidemia de fiebre aftosa, cuando se destruye un gran número de animales y disminuyen los ingresos de la producción de leche y carne. Una de las dificultades de la vacunación contra la fiebre aftosa es la enorme variación entre los serotipos e incluso dentro de ellos. No hay protección cruzada entre serotipos (lo que significa que una vacuna para un serotipo no protegerá contra otros) y, además, dos cepas dentro de un serotipo dado pueden tener secuencias de nucleótidos que difieren hasta en un 30% para un gen determinado. . Esto significa que las vacunas contra la fiebre aftosadebe ser muy específico para la cepa involucrada. La vacunación solo proporciona inmunidad temporal que dura de meses a años. Por lo tanto, los países ricos mantienen una política de prohibición de las importaciones de todos los países, que no han demostrado estar libres de fiebre aftosa según los estándares de los Estados Unidos o la UE. Este es un punto de discordia.
Aunque esta enfermedad no es peligrosa para los humanos y rara vez es fatal para los animales sanos, reduce la producción de leche y carne. Los brotes pueden detenerse rápidamente si los agricultores y transportistas se ven obligados a cumplir las reglas existentes. Por lo tanto, (además de la incomodidad temporal para los animales), cualquier brote en el mundo rico no debería ser más un problema económico cíclico y localizado. Para los países con vida silvestre que deambula libremente, es casi imposible demostrar que están completamente libres de esta enfermedad. Si lo intentan, se ven obligados a erigir vallas en todo el país, lo que destruye la migración de vida silvestre. Dado que la detección y notificación de la fiebre aftosa ha mejorado y se ha acelerado enormemente, casi todos los países pobres podrían ahora crear de forma segura zonas de exportación libres de fiebre aftosa. Pero los países ricos se niegan a cambiar las reglas. En efecto,
El resultado es que si llega la sequía, los pobres tratan de salir adelante vendiendo sus pocos animales. Esto satura rápidamente la demanda regional. La prohibición de exportar luego destruye el valor de estos animales, destruyendo de hecho el mecanismo de supervivencia más importante de varios cientos de millones de hogares extremadamente pobres. Las reglas sobre las exportaciones de carne se han cambiado muchas veces, siempre para adaptarse a las circunstancias cambiantes en los países ricos, lo que generalmente reduce aún más las posibilidades de exportación de carne para los países pobres. Por esa razón, Kanya y muchos otros países encuentran las reglas muy injustas. Sin embargo, los diplomáticos de los países ricos los desalientan a presentar una queja formal ante la OMC.

### Cancro de los cítricos
El cancro de los cítricos es una enfermedad que afecta a las especies de cítricos y es causada por la bacteria Xanthomonas axonopodis . La infección causa lesiones en las hojas, los tallos y los frutos de los árboles de cítricos, incluidos los tilos, naranjas y toronjas. Si bien no es dañino para los humanos, el cancro afecta significativamente la vitalidad de los árboles de cítricos, provocando que las hojas y los frutos caigan prematuramente; una fruta infectada con cancro es segura para comer pero demasiado fea para venderse. La enfermedad, que se cree que se originó en el sudeste asiático , es extremadamente persistente cuando se establece en un área, por lo que es necesario destruir todos los huertos de cítricos para erradicar con éxito la enfermedad. Australia , Brasily los Estados Unidos padecen actualmente brotes de cancro.
La enfermedad se puede detectar en huertos y frutos por la aparición de lesiones. La detección temprana es fundamental en situaciones de cuarentena. Las bacterias se prueban para determinar su patogenicidad inoculando múltiples especies de cítricos con la bacteria. Simultáneamente, otras pruebas de diagnóstico (detección de anticuerpos, perfil de ácidos grasos y procedimientos genéticos mediante PCR) se llevan a cabo para identificar la cepa particular de cancro. Los brotes de cancro de los cítricos se previenen y gestionan de diversas formas. En los países que no tienen cancro, se evita que la enfermedad ingrese al país mediante medidas de cuarentena. En países con nuevos brotes, los programas de erradicación que se inician poco después de que se ha descubierto la enfermedad han tenido éxito; tales programas se basan en la destrucción de los huertos afectados. Cuando la erradicación no ha tenido éxito y la enfermedad se ha establecido, las opciones de manejo incluyen reemplazar los cultivares de cítricos susceptibles con cultivares resistentes, aplicar aerosoles preventivos de bactericidas a base de cobre y destruir los árboles infectados y todos los árboles circundantes dentro de un radio apropiado.
La industria de los cítricos es la mayor industria exportadora de frutas frescas de Australia. Australia ha tenido tres brotes de cancro de los cítricos; los tres fueron erradicados con éxito. La enfermedad se encontró dos veces durante la década de 1900 en el Territorio del Norte y fue erradicada cada vez. Durante el primer brote en 1912, todos los árboles de cítricos al norte de la latitud 19 ° sur fueron destruidos, lo que llevó 11 años erradicar la enfermedad. En 2004, se detectó cancro de cítricos asiático en un huerto en Emerald , Queensland., y se cree que se debe a la importación ilegal de plantas de cítricos infectadas. Los gobiernos estatal y federal han ordenado que todos los huertos comerciales, todos los árboles de cítricos no comerciales y todos los tilos nativos ( C. glauca ) en las cercanías de Emerald sean destruidos en lugar de tratar de aislar los árboles infectados.

### Seguridad alimentaria
La Organización de las Naciones Unidas para la Agricultura y la Alimentación (FAO) define la seguridad alimentaria como existente cuando "todas las personas, en todo momento, tienen acceso físico y económico a suficientes alimentos inocuos y nutritivos que satisfagan sus necesidades dietéticas y preferencias alimentarias para una vida activa y saludable". Los cuatro requisitos que deben cumplirse para un sistema de seguridad alimentaria incluyen la disponibilidad física, el acceso económico y físico, la utilización adecuada y la estabilidad de los tres elementos anteriores a lo largo del tiempo.
De los 6.700 millones de personas del planeta, alrededor de 2.000 millones padecen inseguridad alimentaria. A medida que la población mundial crezca a 9 mil millones en 2050, y las dietas cambien para enfatizar los productos de mayor energía y un mayor consumo general, los sistemas alimentarios estarán sujetos a una presión aún mayor.  El cambio climático presenta amenazas adicionales para la seguridad alimentaria, que afecta el rendimiento de los cultivos, la distribución de plagas y enfermedades, los patrones climáticos y las temporadas de crecimiento en todo el mundo.
Por lo tanto, la seguridad alimentaria se ha convertido en un tema cada vez más importante en la política agrícola a medida que los responsables de la toma de decisiones intentan reducir la pobreza y la desnutrición al tiempo que aumentan la capacidad de adaptación al cambio climático. La Comisión sobre Agricultura Sostenible y Cambio Climático enumeró acciones de política de alta prioridad para abordar la seguridad alimentaria, incluida la integración de la seguridad alimentaria y la agricultura sostenible en las políticas mundiales y nacionales, elevando significativamente el nivel de inversión mundial en sistemas alimentarios y desarrollando programas y políticas específicos para Apoyar a las poblaciones más vulnerables (es decir, aquellas que ya están sujetas a inseguridad alimentaria).

### Soberanía alimentaria
La 'soberanía alimentaria', término acuñado por miembros de Vía Campesina en 1996, trata sobre el derecho de los pueblos a definir sus propios sistemas alimentarios. Los defensores de la soberanía alimentaria colocan a las personas que producen, distribuyen y consumen alimentos en el centro de las decisiones sobre los sistemas y políticas alimentarias, en lugar de las demandas de los mercados y corporaciones que creen que han llegado a dominar el sistema alimentario mundial. Este movimiento es defendido por varios agricultores, campesinos, pastores, pescadores, pueblos indígenas, mujeres, jóvenes rurales y organizaciones ambientales.